# ロニー・アッカーマン
ロニー・アッカーマン（Ronny Ackermann、1977年5月16日 - ）は、ドイツ、テューリンゲン州バート・ザルズンゲン出身のノルディック複合選手。

## プロフィール
アッカーマンは5歳のときスキーを始め、2年後にスキージャンプを始めた。2004年からRhöner WSV Dermbachに所属している。
ノルディック複合ワールドカップで通算3度の総合優勝を記録している。（2001/02、2002/03、2007/08、総合2位も3回）通算27勝（2位25回3位24回）は歴代2位。
アッカーマンはノルディックスキー世界選手権で通算9個ものメダルを獲得している。その内訳は金メダル4個（個人2003年、2005年、2007年、個人スプリント2005年）、銀メダル4個（個人スプリント2003年、団体2003年、2005年、2007年）、銅メダル1個（個人スプリント2001年）。個人では世界選手権史上初の3連覇を達成した。
また、オリンピックでは合計3個の銀メダルを獲得した。
伝統あるホルメンコーレンスキー大会で通算3回優勝（個人2002年、2004年、個人スプリント2003年）し、2003年にはホルメンコーレン・メダルをフェリックス・ゴットヴァルト（オーストリア）と共に受賞した。
2005年にはドイツのスポーツマン・オブ・ザ・イヤーを受賞した。